# Cause You're My Boy
『Cause You're My Boy』（タイ語: อาตี๋ของผม、コーズ・ユー・アー・マイ・ボーイ、別名: My Tee（マイ・ティー））は、サッタブット・レーディキー（ドレーク）とタナットサラン・サムトンライ（フランク）が主演する2018年のタイのテレビドラマシリーズ。 
Rachyd Kusolkulsiriが監督し、GMMTVがCOSOCOMOとともに制作したこのシリーズは、2018年2月1日にGMMTVが開催した「シリーズX」イベントで発表された2018年放送予定の10のテレビドラマシリーズのうちの一つである。  2018年6月23日から9月22日にかけて、毎週土曜日にOne31で22:15 ICTに、LINE TVにて23:15 ICTに放送された。  
日本ではU-NEXTにて2021年7月23日より独占見放題配信が開始された。

## キャストとキャラクター

### 主役
- モーク（Nueamork Jirapakpinit）役：サッタブット・レーディキー（ドレーク）[7][8]
- ティー（Mungkorn Jiaranontanan）役：タナットサラン・サムトンライ（フランク）

### 脇役
- Gord役：トライ・ニムタワット（ニオ）
- Morn役：プーウィン・タンサックユーン
- Ching役：アピチヤー・サエチャン（サイシー）
- Bambie役：スティパー・コンナウディー（ヌーン）
- Lek役：プーリクンクリット・チューサクサクンウィブーン（アンプ）
- Ton役：チャヤポン・ジュターマー（エージェー）
- Mui先生役：チャノッワナン・ラックチー（トゥク）
- Au役：タナワット・ラッタナキットパイサーン（カオタン）
- ティーの祖母役：スポーン・サンカピバーン（ヌイ）

### ゲスト出演
- Arm役：キッティポン・ルーカンジャナワニ（ウィン）（第1話）

## サウンドトラック
| 曲名        | ローマ字タイトル           | アーティスト                                 | Ref.   |
| ----------- | -------------------------- | -------------------------------------------- | ------ |
| สู้ซ่า         | Soo Za                     | フィアット シング プウィン・タンサックユーン | [ 9 ]  |
| ในส่วนที่ลึกที่สุด | Nai Suan Tee Luek Tee Soot | アチラウィッチ・サーリワッタナ（ガン）       | [ 10 ] |